# Evropski komisar za spodbujanje našega evropskega načina življenja
Evropski komisar za spodbujanje našega evropskega načina življenja je član Evropske komisije. Portfelj je bil ustanovljen s komisijo Ursule von der Leyen leta 2019. 
Trenutni in prvi komisar je Margritis Schinas iz Grčije.

## Seznam komisarjev
| #  | Ime                                         | Država | Mandat                   | Predsednik komisije  |
| -- | ------------------------------------------- | ------ | ------------------------ | -------------------- |
| 1. | Margaritis Schinas Evropska ljudska stranka | Grčija | 1. december 2019 – danes | Ursula von der Leyen |